# .kg

.kg és el domini de primer nivell territorial (ccTLD) del Kirguizstan. Encara que el registre es fa normalment al segon nivell, n'hi ha alguns de tercer nivell especialitzats, com els de gov.kg i mil.kg.

## Noms de domini de segon nivell
- .org.kg
- .net.kg
- .com.kg
- .edu.kg
- .gov.kg
- .mil.kg